# Sidi El Hani
Sidi El Hani este un oraș în Guvernoratul Sousse, Tunisia.